# Bros (band)
Bros is een Britse boyband die oorspronkelijk actief was in de late jaren tachtig en vroege jaren negentig. De band bestond uit de broers Matt en Luke Goss samen met Craig Logan. In Nederland scoorde Bros vier hits in de destijds twee hitlijsten (de Nederlandse Top 40 en de Nationale Hitparade Top 100) op de nationale publieke popzender Radio 3: When will I be famous?, Drop the boy, I owe you nothing en I quit. Hun manager was Tom Watkins, die eerder de manager was van de Pet Shop Boys. Het gerucht  gaat dat Tom Watkins de meeste nummers voor Bros geschreven heeft.

## Succes
Hun eerste single, When Will I Be Famous?, werd in 1987 uitgebracht en hun eerste album, Push in 1988. Een jaar later verliet Logan de band in en gingen de broers Goss samen verder op tour. Hun tweede album, The Time, werd in 1989 uitgebracht. Daarvan werd het nummer Madly In Love uitgebracht in een housebewerking door Joe Smooth. In 1991 volgde nog Changing Faces voordat de band in 1991 uit elkaar ging door problemen over contracten en geld.

## Solocarrières
- Matt Goss begon in 1995 een solocarrière; hij scoorde hits met The Key en If You Were Here Tonight (een cover van soulzanger Alexander O'Neal) en verhuisde naar Las Vegas. Tussen 1995 en 2014 zijn er vijf soloalbums verschenen.

- Luke Goss nam in de jaren 90 een aantal singles op en was voor een korte tijd onder contract bij One Little Indian Records voordat hij zich op een carrière richtte als musical- en filmacteur. Luke Goss verhuisde naar Los Angeles en verscheen onder meer in Blade II, Hellboy II: The Golden Army. In 2018 verscheen zijn regiedebuut Your Move.

- Craig Logan was de manager van Pink en had tussen 2006 en 2010 de leiding over het label RCA Records van Sony BMG. Ook heeft hij enige tijd een relatie gehad met de zangeres Kim Appleby aan wier solonummers hij heeft meegeschreven.

## Reünie
Op 5 oktober 2016 kondigde Bros een reünie aan ter gelegenheid van het 30-jarig jubileum; Craig Logan deed niet mee, maar wenste de broers veel succes. Oorspronkelijk zou er een hele tournee plaatsvinden, maar na afzeggingen "wegens onvoorziene omstandigheden" werd deze teruggebracht tot drie concerten; twee in de Londense O2 Arena en één in Manchester. Het eerste concert in Londen vond precies 28 jaar plaats na het laatste in Wembley Stadium. De voorbereidingen voor de tournee werden gefilmd voor de documentaire Bros: After the Screaming Stops die op 18 oktober 2018 werd vertoond tijdens het BFI London Film Festival waarna het 12 november met succes uitkwam op dvd. 23 december was het te zien op de digitale tv-zender BBC Four. 
Na het succes van de documentaire kondigde Bros een Britse zomertournee aan waaronder een concert in de O2 Arena op 5 juli 2019. Ook zijn er plannen voor twee albums; een integrale remake van het debuut Push en een met nieuw materiaal. Op 19 juli 2019 zond BBC Four de tv-special A Night In with Bros uit.

## Discografie

### Studioalbums
- 1988: Push
- 1989: The Time
- 1991: Changing Faces

### Compilatiealbums
- 2004: The Best of Bros
- 2011: I Owe You Nothing: The Best of Bros
- 2020: Bros: Gold

### Remixalbums
- 1991: The Best Remixes (alleen Japan)

### Singles
| Jaar | Titel                                | Hoogste posities in de hitlijsten | Hoogste posities in de hitlijsten | Hoogste posities in de hitlijsten | Hoogste posities in de hitlijsten | Hoogste posities in de hitlijsten | Hoogste posities in de hitlijsten | Hoogste posities in de hitlijsten | Hoogste posities in de hitlijsten | Hoogste posities in de hitlijsten | Hoogste posities in de hitlijsten | Hoogste posities in de hitlijsten | Hoogste posities in de hitlijsten | Certificaties | Album            |
| Jaar | Titel                                | VK                                | AUS                               | AUT                               | BEL                               | FRA                               | GER                               | IRE                               | NED                               | NZ                                | NOR                               | ZWE                               | ZWI                               | Certificaties | Album            |
| --- | ------------------------------------ | --------------------------------- | --------------------------------- | --------------------------------- | --------------------------------- | --------------------------------- | --------------------------------- | --------------------------------- | --------------------------------- | --------------------------------- | --------------------------------- | --------------------------------- | --------------------------------- | ------------- | ---------------- |
| 1987 | I Owe You Nothing                    | 80                                | —                                 | —                                 | —                                 | —                                 | —                                 | —                                 | —                                 | —                                 | —                                 | —                                 | —                                 |               | Push             |
| 1987 | When Will I Be Famous?               | 2                                 | 5                                 | 9                                 | 4                                 | 7                                 | 4                                 | 1                                 | 5                                 | 43                                | 2                                 | 20                                | 2                                 |               | Push             |
| 1988 | Drop the Boy                         | 2                                 | 9                                 | 17                                | 34                                | —                                 | 9                                 | 1                                 | 23                                | 8                                 | 2                                 | —                                 | 5                                 | - VK: Zilver  | Push             |
| 1988 | I Owe You Nothing (herpublicatie)    | 1                                 | 6                                 | —                                 | 4                                 | 7                                 | 13                                | 2                                 | 5                                 | 5                                 | —                                 | —                                 | 9                                 |               | Push             |
| 1988 | I Quit                               | 4                                 | 14                                | —                                 | 17                                | 25                                | 38                                | 23                                | 30                                | 47                                | —                                 | —                                 | —                                 |               | Push             |
| 1988 | Cat Among the Pigeons / Silent Night | 2                                 | 15                                | —                                 | —                                 | 41                                | 26                                | 4                                 | 91                                | 27                                | —                                 | —                                 | —                                 | - VK: Zilver  | Push             |
| 1989 | Too Much                             | 2                                 | 11                                | —                                 | 21                                | 37                                | 28                                | 1                                 | 42                                | 6                                 | —                                 | —                                 | 24                                | - VK: Zilver  | The Time         |
| 1989 | Chocolate Box                        | 9                                 | 23                                | —                                 | 35                                | —                                 | —                                 | 2                                 | 87                                | 29                                | —                                 | —                                 | —                                 |               | The Time         |
| 1989 | Sister                               | 10                                | 98                                | —                                 | 36                                | —                                 | —                                 | 5                                 | —                                 | —                                 | —                                 | —                                 | —                                 |               | The Time         |
| 1990 | Madly in Love                        | 14                                | 68                                | —                                 | 29                                | —                                 | —                                 | 7                                 | —                                 | —                                 | —                                 | —                                 | —                                 |               | The Time         |
| 1991 | Are You Mine?                        | 12                                | 98                                | —                                 | 27                                | —                                 | —                                 | 6                                 | —                                 | —                                 | —                                 | 30                                | —                                 |               | Changing Faces   |
| 1991 | Try                                  | 27                                | 168                               | —                                 | 39                                | —                                 | —                                 | —                                 | —                                 | —                                 | —                                 | —                                 | —                                 |               | Changing Faces   |
| 2017 | Love Can Make You Fly"               | —                                 | —                                 | —                                 | —                                 | —                                 | —                                 | —                                 | —                                 | —                                 | —                                 | —                                 | —                                 |               | Non-album single |
| "—" geeft een opname aan die niet in de hitlijsten is opgenomen of niet is uitgebracht in dat muziekgebied. |                                      |                                   |                                   |                                   |                                   |                                   |                                   |                                   |                                   |                                   |                                   |                                   |                                   |               |                  |

## Muziekvideo's
- 1987: I Owe You Nothing
- 1987: When Will I Be Famous?
- 1988: Drop the Boy
- 1988: I Owe You Nothing (herpublicatie)
- 1988: I Quit
- 1988: Cat Among the Pigeons
- 1988: Silent Night
- 1989: Too Much
- 1989: Chocolate Box
- 1989: Sister
- 1990: Madly in Love
- 1991: Are You Mine?
- 1991: Try

## Videografie
Het eerste videoalbum van Bros, Push Live Tour, werd midden 1988 uitgebracht in Japan op VHS en LaserDisc; het werd opgenomen in de Hammersmith Apollo. Hun tweede videopublicatie Push Over was een verzameling videoclips voor singles van het Push-album. Deze videoclips, samen met andere die later door het duo werden opgenomen, werden ook gepubliceerd in 2004 op hun derde videoalbum The Big Picture.
- 1988: The Big Push Tour Live
- 1989: Push Over
- 2004: The Big Picture

### Filmografie
- 2018: Bros: After the Screaming Stops

## Hitnoteringen

### Albums
| Album met eventuele hitnotering(en) in de Nederlandse Album Top 100 | Datum van verschijnen | Datum van binnenkomst | Hoogste positie | Aantal weken | Opmerkingen |
| ------------------------------------------------------------------- | --------------------- | --------------------- | --------------- | ------------ | ----------- |
| Push                                                                | 1988                  | 16-04-1988            | 32              | 10           |             |
| The Time                                                            | 1989                  | 11-11-1989            | 90              | 3            |             |

### Singles
| Single met eventuele hitnotering(en) in de Nederlandse Top 40 | Datum van verschijnen | Datum van binnenkomst | Hoogste positie | Aantal weken | Opmerkingen                                                         |
| ------------------------------------------------------------- | --------------------- | --------------------- | --------------- | ------------ | ------------------------------------------------------------------- |
| When Will I Be Famous?                                        | 1988                  | 13-02-1988            | 6               | 9            | Veronica Alarmschijf Radio 3 / #5 in de Nationale Hitparade Top 100 |
| Drop The Boy                                                  | 1988                  | 30-04-1988            | 31              | 4            | #23 in de Nationale Hitparade Top 100                               |
| I Owe You Nothing                                             | 1988                  | 09-07-1988            | 4               | 10           | Veronica Alarmschijf Radio 3 / #5 in de Nationale Hitparade Top 100 |
| I Quit                                                        | 1988                  | 05-10-1988            | 33              | 3            | #30 in de Nationale Hitparade Top 100                               |
| Too Much                                                      | 1989                  | -                     | Tip8            | -            | #42 in de Nationale Hitparade Top 100                               |